# 609
609(육백구)는 608보다 크고 610보다 작은 자연수다.

## 수학
- 합성수로, 그 약수는 1, 3, 7, 21, 29, 87, 203, 609다. 진약수의 합은 351이므로, 609는 부족수다.
- 75번째 쐐기수다. 앞의 쐐기수는 606, 다음 쐐기수는 610이다.
  - 20번째 홀수 쐐기수다. 앞의 홀수 쐐기수는 595, 다음은 615다.
- {\displaystyle 88^{3}-1}은 609로 나누어떨어진다.

## 과학
- NGC 609: 카시오페이아자리 방향에 있는 산개성단.
- 609 풀비아(영어판): 소행성.

## 교통

### 철도
- 서울교통공사 6000호대 전동차 중 609편성은 초기에 대한민국산 IGBT를 사용했으나, 잦은 고장으로 인해 다른 편성과 같은 미쓰비시 IGBT로 교체되었다.

### 도로
- 609번 지방도: 충청남도 보령시 청라면에서 서산시 운산면까지 이어지는 대한민국의 지방도.
- 현도 제609호선

## 군사
- U-609(영어판): 제2차 세계 대전에 사용된 나치 독일의 군용 잠수함.

## 문화유산
- 대한민국의 보물 제609호: 영양 화천리 삼층석탑

## 기타
- 날짜: 6월 9일
- 연도: 609년, 기원전 609년
- 609고지 전투: 제2차 세계 대전 중 튀니지 전역에서 진행된 전투.
- 609 메인 앳 텍사스(영어판): 미국 텍사스주 휴스턴에 있는 사무용 건물.